# キエンザン省
キエンザン省（キエンザンしょう、ベトナム語：Tỉnh Kiên Giang / 省堅江  発音、中部と南部の方言から「キエンジャン」とも）は、ベトナムのかつての省（地方自治体）。省都は、ラックザー。
2025年、アンザン省に統合された。

## 地理
メコンデルタ地方に位置する。域内にフーコック島など100以上の島を含む。島々の周辺の浅瀬にはサンゴ礁が発達している。
域内にメコン川は直接流れていないが、ヴィンテー運河などの、メコン川とタイ湾とを結ぶ多数の運河が流れている。

## 生態系
省内には石灰岩とカルスト地帯の森林、季節性浸水林、マングローブ、海岸の干潟と湖沼、サンゴ礁、藻場などの生態系がある。植生はフタバガキ科の植物からなる一次林と二次林が発達している。季節性の浸水林にはカユプテ、マングローブにはヤエヤマヒルギ属、ツノヤブコウジ属、オヒルギ属、ヒルギダマシ属の植物が多い。
島々の周辺にはイカとコウイカ類、藻場にはウミガメ、ジュゴン、ヒレシャコガイ、サラサバテイが生息している。島の砂浜はむかしタイマイやアオウミガメの産卵地であった。2006年に省内のメコンデルタ、フーコック島および周辺の海域はユネスコの生物圏保護区に指定された。

## 隣接行政区画
- カンポット州
- タケオ州
- アンザン省
- カントー
- ハウザン省
- バクリエウ省
- カマウ省

## 行政区画
3市12県で構成される。

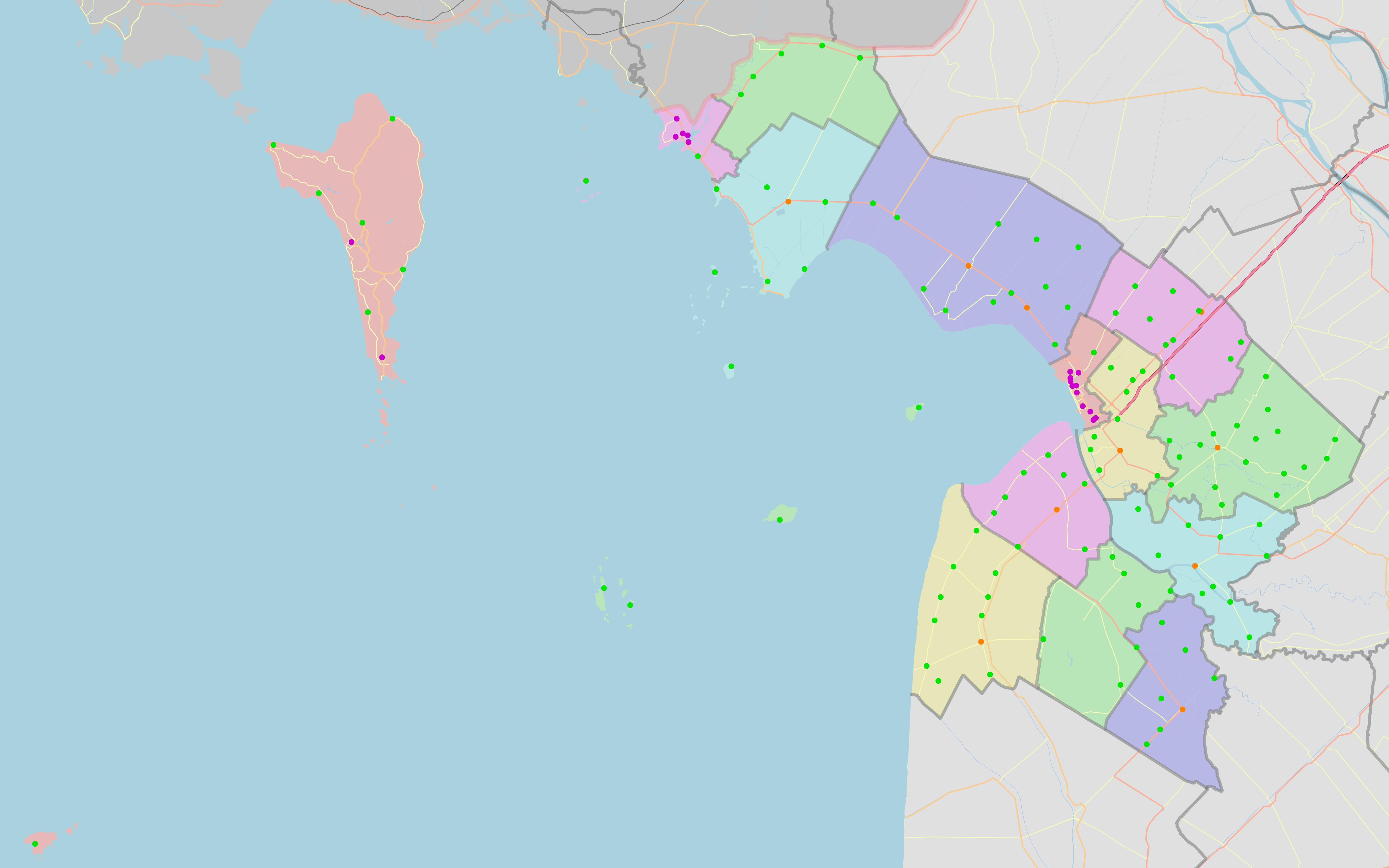
地図

- ラックザー市（Rạch Giá / 瀝架）
- ハティエン市（Hà Tiên / 河僊）
- フークオック市（Phú Quốc / 富国）
- アンビエン県（An Biên / 安辺）
- アンミン県（An Minh / 安明）
- チャウタイン県（Châu Thành / 周城）
- ザンタイン県（Giang Thành / 江城）
- ゾンリエン県（Giồng Riềng / 仝萾）
- ゴークアオ県（Gò Quao / 塸槁）
- ホンダット県（Hòn Đất / 塊坦）
- キエンハイ県（Kiên Hải / 堅海）：島嶼県
- キエンルオン県（Kiên Lương / 堅良）
- タンヒエップ県（Tân Hiệp / 新協）
- ウーミントゥオン県（U Minh Thượng / 幽明上）
- ヴィントゥアン県（Vĩnh Thuận / 永順）